# Площа Кордельє в Ліоні
«Площа Кордельє в Ліоні» (або «Площа францисканок в Ліоні» фр. La Place des Cordeliers à Lyon, 1895) — документальний короткометражний фільм, один з перших фільмів, знятих братами Люм'єр.

## Сюжет
У фільмі показано площу Кордельє в місті Ліон в розпал дня: проїжджають конки, екіпажі, ходять люди.

## Цікаві факти
- Фільм показали дев'ятим на знаменитому першому платному люм'єрівському кіносеансі з десяти фільмів в Парижі у підвалі «Ґран-кафе» на бульварі Капуцинок 28 грудня 1895 року.